# Rougeot parasitaire de la vigne
Le rougeot parasitaire de la vigne, ou Rotbrenner, Roter Brenner (allemand), est une maladie fongique originaire d'Europe qui attaque la vigne (Vitis vinifera) et d'autres espèces voisines. Cette maladie, qui attaque principalement les feuilles inférieures et moyennes et qui peut provoquer d'importantes défoliations, est due à un champignon phytopathogène, parasite des vaisseaux. Il s'agit d'une espèce de champignons ascomycètes de la famille des Helotiaceae, Pseudopezicula tracheiphila. Une espèce voisine, Pseudopezicula tetraspora, provoque des symptômes similaires sur la vigne en Amérique du Nord.

## Symptômes
Le rougeot parasitaire se manifeste par des taches foliaires angulaires, relativement grandes, délimitées par les nervures principales et secondaires. Sur les cépages à raisins blancs, ces taches, situées entre les nervures et le bord du limbe, sont d'abord jaunâtres, puis deviennent brunes avec un contour caractéristique plus clair, jaune verdâtre. Sur les cépages à raisins noirs, les taches sont rouge brunâtre au contour rouge violacé.
Lors d'attaques précoces, au printemps, il peut se produire une défoliation totale de la base des rameaux. Lors d'attaques tardives, les dégâts sont plus limités, avec des taches plus petites, et n'entraînent aucune chute de feuilles.

## Distribution
Découverte en Suisse en 1903 par Hermann Müller, la maladie est présente dans certains vignobles d'Europe à climat frais. On la rencontre notamment en Allemagne, Autriche, France, Hongrie, Monténégro, Suisse, Roumanie, Serbie, la Moldavie, Ukraine et Russie.
Elle a également été signalée sous des climats plus chauds en Turquie, en Jordanie, en Tunisie ainsi qu'au Brésil.
On l'a également signalée en 1985 dans l'État de New-York, mais depuis ces cas ont été attribués à un autre agent pathogène, Pseudopezicula tetraspora,.